# Cisplatine
Pour la province sud-américaine, voir Province cisplatine.
Le cisplatine, ou cis-diamminedichloroplatine(II) (CDDP), est un complexe à base de platine pouvant être utilisé comme anticancéreux administré par perfusion intraveineuse pour traiter divers sarcomes, carcinomes et lymphomes, notamment les cancers du testicule, de l'ovaire, du col utérin, du sein, de la vessie, des voies aérodigestives supérieures, de l'œsophage et du poumon, ainsi que les mésothéliomes, les tumeurs cérébrales et les neuroblastomes. Il appartient à la famille des sels de platine, comme le carboplatine, le dicycloplatine (en) et l'oxaliplatine. Ces substances sont des alkylants antinéoplasiques de l'ADN, inhibant la réplication et induisant la mort cellulaire préférentielle des cellules cancéreuses. Elles induisent cependant une toxicité rénale pouvant être à l'origine de nécrose tubulaire aiguë.

## Historique
Le cisplatine a été synthétisé pour la première fois en 1844 par un chimiste italien, Michele Peyrone (1813-1883), et sa structure chimique identifiée en 1893 par le suisse Alfred Werner. Ce n'est que dans les années 1960 que Barnett Rosenberg de l'université du Michigan découvre par hasard que des produits d’électrolyse des électrodes de platine pouvaient inhiber la division cellulaire. Par la suite ses propriétés anticancéreuses ont été mises en évidence au cours des années 1960 après des tests sur des modèles murins et le cisplatine entra en développement clinique en 1971 aux États-Unis. Les premiers résultats encourageants l'ont été pour les cancers des testicules et des ovaires malgré des néphropathies sévères. En 1976, des cliniciens américains ont alors pratiqué une hyperhydratation et une diurèse forcée afin de contrôler la néphrotoxicité,.
Le cisplatine obtint finalement son autorisation de mise sur le marché en 1978 aux États-Unis et en 1983 en France,.

## Mécanisme d'action
Le cisplatine est un complexe qui se fixe sélectivement sur les bases puriques de l'ADN (A ou G) et induit une variation de la conformation locale du double brin d'ADN. Cette déformation inhibe la réplication et la transcription de l'ADN en ARN, et induit par ce biais la mort cellulaire. Différents mécanismes protéiques de réparations de vis-à-vis de la formation d'adduits de cisplatine-ADN existent et reconnaissent certains des adduits formés.

## Indications
En France, le cisplatine est indiqué pour le traitement de :
- Cancers du testicule et de l'ovaire
- Cancers du col utérin et de l'endomètre
- Cancers de la vessie
- Cancers de la sphère ORL et de l'œsophage
- Cancers épidermoïdes.

## Effets indésirables
Ce produit est un puissant cytotoxique, ainsi il provoque :
- néphrotoxicité : nécrose tubulaire aiguë évoluant généralement favorablement en quatre à six semaines, ou insuffisance rénale chronique ;
- ototoxicité[15] : éventuelle perte définitive d'audition dans les hautes fréquences, bourdonnements ;
- neurotoxicité : neuropathies périphériques ;
- neutropénie fébrile, chez l'enfant atteint d'une tumeur solide traités par chimiothérapie au cisplatine. Une étude clinique (monocentrique, randomisée, publiée en 2020) a conclu que ce risque peut être diminué par un complément oral en magnésium (250 mg/jour)[16]
- myélosuppression ;
- nausées et vomissements fréquents, généralement d'une à quatre heures après administration mais également parfois retardés ;
- réactions allergiques.

En 1986, il a été montré que chez un patient anciennement intoxiqué au plomb, une chimiothérapie au cisplatine peut aussi induire un saturnisme, par brusque remobilisation du plomb stocké dans l'os. Les symptômes du saturnisme peuvent alors facilement être confondus avec les effets secondaires de la chimiothérapie.

## Limites
Une surexpression de métallothionéines chez le patient (phénomène normalement observé après intoxication par un ou plusieurs métaux lourds) peut induire une résistance à un sous-ensemble de médicaments anticancéreux cliniquement importants, dont le cisplatine, ainsi que le melphalan et le chlorambucil (alors que le 5-fluorouracile ou la vincristine restent efficaces). Or certains cancers peuvent être dus à une intoxication chronique par des métaux ou oxydes métalliques.